# 沼澤水牛

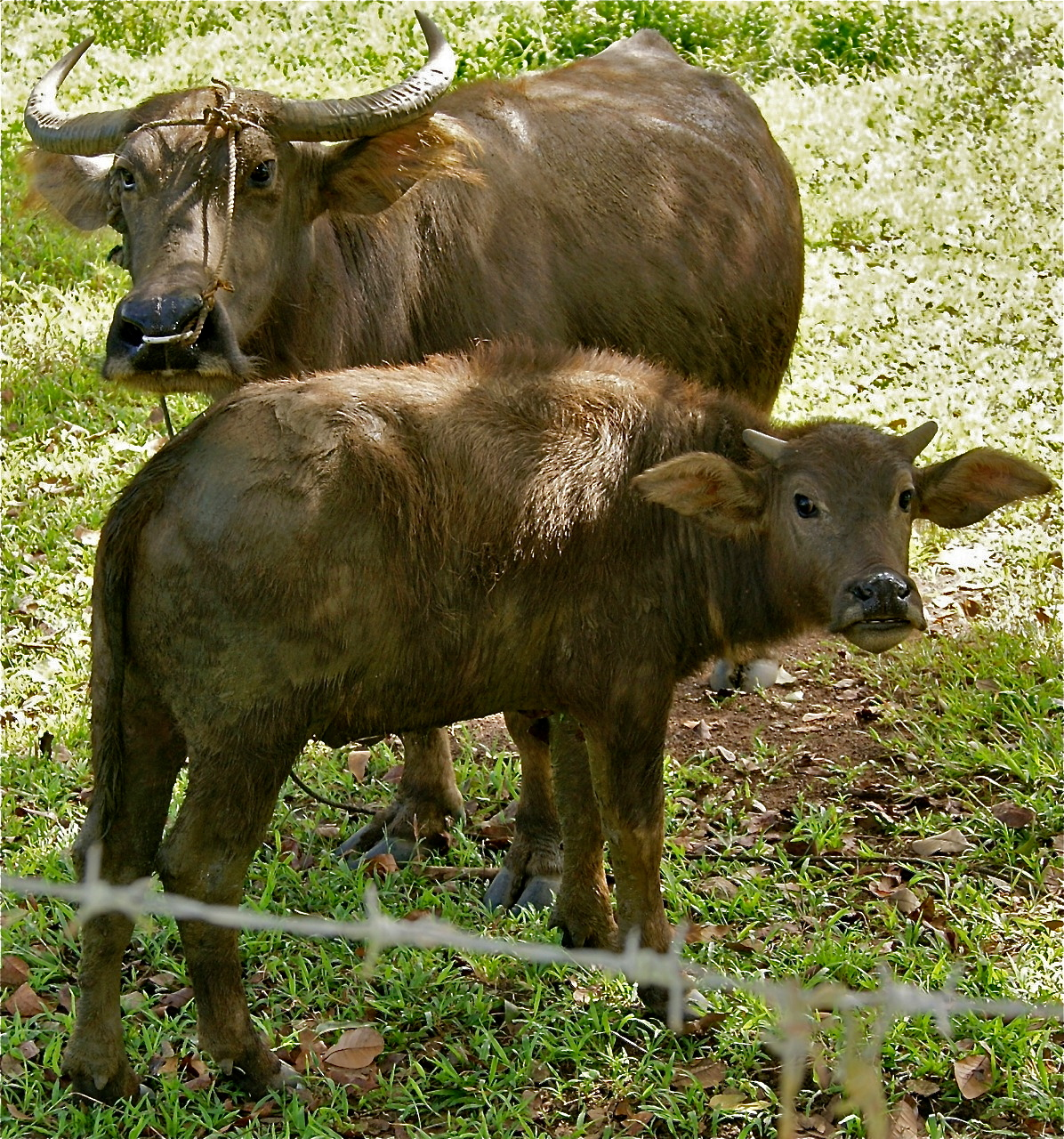
沼澤水牛

沼澤水牛，在菲律賓稱卡拉寶，牠們是來自臺灣的馴化沼澤水牛種群的後裔，這些種群在新石器時代通過南島語族的擴張引入菲律賓。牠們還被進一步到印尼東部的婆羅洲、蘇拉威西島和馬來西亞。
沼澤水牛在菲律賓用於水稻種植，通常由小農飼養。牠們以前也被廣泛用於整個島嶼的貨物運輸。牠們是牛奶和牛肉等產品的來源。沼澤水牛被廣泛認為是菲律賓的國獸，象徵辛勤工作，沼澤水牛在17世紀被引進關島。牠們對查莫洛人也具有重要的文化意義，被認為是關島的非官方國獸。
牠們在馬來西亞森美蘭州被視為州象徵物，但西馬和西印尼的水牛多來自東南亞大陸而不是菲律賓。